# بانک چین هنگ کنگ
بانک چین هنگ کنگ (انگلیسی: Bank of China) شرکت خدمات مالی و بانکداری هنگ کنگی است، که در سال ۲۰۰۱ توسط بانک چین تأسیس شد.
بانک چین هنگ کنگ یک شرکت تابعه بانک چین است. بانک چین هنگ کنگ از نظر دارایی‌ها و سپرده‌های مشتری، دومین گروه بانکی تجاری بزرگ در هنگ کنگ است، که تا پایان سال ۲۰۱۹ بیش از ۱۹۰ شعبه در سراسر هنگ کنگ دارد. همچنین یکی از سه بانک تجاری است که توسط سازمان پولی هنگ کنگ مجوز انتشار اسکناس برای دلار هنگ کنگ را دارد.
بانک چین هنگ کنگ از نظر قانونی از بانک مادر خود، بانک چین جدا شده است، اگرچه آنها روابط نزدیکی در مدیریت و اداره امور دارند و در چندین زمینه، از جمله فروش مجدد خدمات بیمه و اوراق بهادار، همکاری می‌کنند. بانک چین هنگ کنگ همچنین بزرگ‌ترین عضو و بنیانگذار خودپرداز و سیستم پرداخت و بانک تسویه حساب تعیین شده در هنگ کنگ برای معاملات مربوط به رنمینبی است.
بانک چین هنگ کنگ در ۱ اکتبر ۲۰۰۱ از ادغام ۱۲ شرکت تابعه و وابسته بانک چین در هنگ کنگ تأسیس شد و در اکتبر ۲۰۰۲ در بورس اوراق بهادار هنگ کنگ فهرست شد. تا پایان سال ۲۰۱۹، این بانک ۳۰۲۶ میلیارد دلار هنگ کنگ دارایی و ۳۹٫۸ میلیارد دلار هنگ کنگ سود عملیاتی داشته است. دفتر مرکزی آن در برج بانک چین در مرکز هنگ کنگ قرار دارد.